# Stephan Weinberger
Stephan Weinberger (* 1. August 1624 in Abensberg; † 13. Juni 1703) war ein deutscher katholischer Geistlicher und Weihbischof in Würzburg.
Weinberger wurde am 30. Dezember 1639 an der Universität Ingolstadt als Stephanus Weinberger Abenspergen, poeta immatrikuliert. Er wurde Magister der Philosophie und dem Licentiat der Theologie.
Weinberger wurde 1649 zum Priester für das Bistum Würzburg geweiht und trat den Bartholomiten in Tittmonig bei. 1655 wurde er Pfarrer von Grafenrheinfeld. 1656 wurde er Regens am Priesterseminar und Geistlicher Rat, am 3. April 1659 Kanoniker am Neumünster. 1667 wurde er zum Generalvikar und Weihbischof in Würzburg ernannt.
Am 3. August 1667 wurde er von Papst Clemens IX. zum Titularbischof von Domitiopolis ernannt und als Weihbischof in Würzburg bestätigt. Die Bischofsweihe empfing er am 2. Oktober 1667 in Mainz durch Johann Philipp von Schönborn, Erzbischof von Mainz und Bischof von Würzburg. Mitkonsekratoren waren Peter van Walenburch, Weihbischof in Köln, und Heinrich Wolter von Streversdorf OESA, Weihbischof in Mainz. 1688 wurde er Dechant des Neumünsters. Er ist in der Krypta des Neumünsters begraben.